# AFFAIR
「AFFAIR」（アフェア）は、スガシカオの10枚目のシングル。2000年10月12日発売。

## 収録曲
（全作詞・作曲：スガシカオ／編曲：SHIKAO&THE FAMILY SUGAR）
1. AFFAIR
  - テレビ朝日系ドラマ『愛人の掟・あなたに逢いたくて』主題歌
2. ぬれた靴
3. AFFAIR（Backing Track）

## 収録アルバム
- 4Flusher (#1)
- Sugarless (#2)
- ALL SINGLES BEST (#1)
- BEST HIT!! SUGA SHIKAO -1997〜2002- (#2)